# Freestyler
Freestyler ist ein Lied der finnischen Hip-Hop-Gruppe Bomfunk MC’s. Es wurde im Oktober 1999 als dritte Single ihres Debüt-Studioalbums In Stereo veröffentlicht. Im Februar 2000 folgte die internationale Veröffentlichung, womit es zum weltweiten Chart- und Nummer-eins-Hit avancierte.

## Musikvideo
Das Video beginnt mit Marlo Snellman, der einen Zug besteigt, während er Freestyler auf seinem MiniDisc-Walkman (Sony MZ-R55) hört. Ein Fahrgast sitzt ihm gegenüber, verkörpert durch Raymond Ebanks (B.O. Dubb), dem Leadsinger von Bomfunk MC’s, und der Snellman die Macht verleiht, mithilfe der Kabel-Fernbedienung seines Walkmans, den Zeitfluss für eine oder mehrere Personen zu kontrollieren. Diese Fähigkeit erkennend, verbringt Snellman die Dauer des Musikvideos über damit, auf seiner weiteren Reise Tänzer und Leute pausieren zu lassen, zurück- und vorzuspulen. Bis er schließlich auf die Bomfunk MC’s stößt, bei denen die Fernsteuerung nicht funktioniert; das gesamte Musikvideo läuft dann in einem Schnellrücklauf zurück bis zum Anfang.
Zwanzig Jahre nach Erscheinen des ersten Musikvideos wurde 2019 ein Remake produziert, das sich in Komposition und Drehbuch weitgehend am alten Musikvideo orientiert. Der Walkman wurde gegen ein Smartphone mit kabellosen Kopfhörern ersetzt. Die im Musikvideo auftretenden Bandmitglieder und einige Charaktere sind entsprechend gealtert, der/die Protagonist(in) nicht. 
Hintergrund
Der Protagonist in dem Original-Musikvideo ist Marlo Snellman, ein Model und Musiker aus Finnland. Der Schauspieler war zum Zeitpunkt des Drehs erst fünfzehn Jahre alt und erhielt die Rolle über Vermittlung seiner Mutter, Laila Snellman. Marlo Snellman hatte auch im Bomfunk MC’s Musikvideo „B-Boys & Flygirls“ einen kurzen Auftritt.
Drehort des Musikvideos war vor allem die Metrostation Hakaniemi, eine U-Bahn-Station der Metro Helsinki in Finnland mit Bahnsteigen, die 21 Meter unter dem Meeresspiegel liegen.
Zu Beginn des Musikvideos gibt es einen Filmfehler: man sieht den Metrozug 178 in die Station einfahren, und im nächsten Schnitt ist es der Zug mit der Nummer 136.
Das Musikvideo wurde von Miikka Lommi kreiert.

## Kommerzieller Erfolg

### Chartplatzierungen
Freestyler stieg am 8. Mai 2000 auf Platz elf in die deutschen Charts ein und erreichte vier Wochen später die Chartspitze, an der es sich drei Wochen lang hielt. Insgesamt konnte es sich 23 Wochen in den Top 100 halten. Auch in Australien, Belgien, Italien, Neuseeland, den Niederlanden, Norwegen, Österreich, Schweden und der Schweiz erreichte die Single die Chartspitze. Im Vereinigten Königreich belegte Freestyler Rang zwei und in Finnland Rang vier.
| ChartsChartplatzierungen     | Höchstplatzierung | Wochen |
| ---------------------------- | ----------------- | ------ |
| Deutschland (GfK)            | 1 (23 Wo.)        | 23     |
| Finnland (IFPI)              | 4 (5 Wo.)         | 5      |
| Österreich (Ö3)              | 1 (20 Wo.)        | 20     |
| Schweiz (IFPI)               | 1 (32 Wo.)        | 32     |
| Vereinigtes Königreich (OCC) | 2 (17 Wo.)        | 17     |

| ChartsJahrescharts (2000)    | Platzierung |
| ---------------------------- | ----------- |
| Deutschland (GfK)            | 4           |
| Österreich (Ö3)              | 4           |
| Schweiz (IFPI)               | 1           |
| Vereinigtes Königreich (OCC) | 23          |

### Auszeichnungen für Musikverkäufe
Freestyler erhielt in Deutschland für über 750.000 verkaufte Einheiten eine dreifache Goldene Schallplatte, womit es zu den erfolgreichsten Rapsongs in Deutschland zählt. In Österreich und der Schweiz wurde das Lied jeweils mit Platin ausgezeichnet, während es im Vereinigten Königreich für mehr als 400.000 Verkäufe eine Goldene Schallplatte erhielt.
| Land/Region                  | Auszeichnungen für Musikverkäufe (Land/Region, Auszeichnung, Verkäufe) | Verkäufe  |
| ---------------------------- | ---------------------------------------------------------------------- | --------- |
| Australien (ARIA)            | 2× Platin                                                              | 140.000   |
| Belgien (BRMA)               | 2× Platin                                                              | 100.000   |
| Dänemark (IFPI)              | Gold                                                                   | 45.000    |
| Deutschland (BVMI)           | 3× Gold                                                                | 750.000   |
| Frankreich (SNEP)            | Gold                                                                   | 250.000   |
| Neuseeland (RMNZ)            | Platin                                                                 | 10.000    |
| Niederlande (NVPI)           | Platin                                                                 | 80.000    |
| Norwegen (IFPI)              | Platin                                                                 | 20.000    |
| Österreich (IFPI)            | Platin                                                                 | 50.000    |
| Schweden (IFPI)              | 3× Platin                                                              | 90.000    |
| Schweiz (IFPI)               | Platin                                                                 | 50.000    |
| Vereinigtes Königreich (BPI) | Platin                                                                 | 600.000   |
| Insgesamt                    | 3× Gold · 14× Platin ·                                                 | 2.085.000 |